# Festa della Madonna della Visitazione a Enna
La festa della Madonna della Visitazione, santa patrona della città di Enna, è, assieme ai riti della settimana santa, l'evento religioso più importante del capoluogo ereo. La festa si tiene il 2 luglio, data che la Chiesa ha concesso alla città per i festeggiamenti nonostante la Madonna della Visitazione sia celebrata in un altro giorno dopo la riforma del calendario ecclesiastico.

## Storia e contestualizzazione
Ad Enna la prima invocazione alla Vergine si ebbe quando san Pancrazio predicò il Vangelo ai Fullones, abitanti del Monte Enna, lungo le rive del torrente Torcicoda. In quella occasione mutò il profondo culto degli ennesi dalla dea Cerere alla Vergine Maria. Il culto pagano di Cerere era molto intenso ad Enna: secondo il mito la dea visse proprio ad Enna dove si trovano, presso l'omonima rocca, i resti del più sontuoso santuario a lei dedicato durante la storia di Roma. La città era così legata ai riti pagani e alla fede in Cerere e nella figlia Proserpina o Kore, che per soppiantare definitivamente questi residui antichissimi e per giungere all'affermazione completa del cattolicesimo, durante il Basso Medioevo fu introdotto un nuovo culto verso Maria SS. della Visitazione che, nel corso dei secoli, riuscì a rendere il ruolo di Kore e della madre più che marginale nella vita degli ennesi, i quali tuttora conservano una popolare esclamazione locale dialettale, che è proprio Cori! Cori! (Kore! Kore!) e le hanno intitolato la loro università. Agli inizi del Quattrocento vi erano però ancora diverse famiglie che seguivano la fede di Maometto, a seguito della precedente occupazione araba, e di altre divinità.

## I delegati ennesi a Venezia
La Municipalità di Enna pensò di solennizzare le festività patronali, decidendo di porre la città sotto il patronato celeste di Maria, venerata in Enna sotto il titolo "Della Visitazione".
Il giorno dell'Epifania del 1412, partirono da Enna due senatori dell'Università e due dignitari della Chiesa Madre, per comprare a Venezia, in campo dei Frari, una bella effigie raffigurante Maria, da venerare sotto il titolo "Della Visitazione". La navigazione durò circa due mesi. Con il cuore colmo di tanta speranza giunsero in città.
Rimasero delusi quando, visitando le numerose botteghe, non trovarono la statua che fosse adatta a soddisfare il loro voto, poiché tutte le statue raffiguravano la Vergine con in braccio il Bambin Gesù, quindi da venerare sotto altri titoli, poiché nel brano evangelico si esclude la presenza del Pargolo Divino durante l'incontro della Vergine con la cugina Elisabetta. L'unico che si intendeva di arte dei quattro ambasciatori era rimasto ammaliato da una statua della Madonna che aveva visto nella bottega di mastro Alvise Genazzin. La Madonna aveva una bella fisionomia che nello sguardo riuniva gli affanni e le speranze di ogni cuore. Cercarono ancora ma nessuna statua poteva essere accostata a quella. Quindi, dopo non poche riflessioni, acquistarono la statua che, tra il bizantino e il moderno, era un capolavoro. Il simulacro fu acquistato e chiuso in una cassa con su scritto M.N (Maria di Nazareth), fu imbarcato sul veliero Nostra Signora della Salute, diretto a Barcellona Pozzo di Gotto, con scalo a Catania.

## Festeggiamenti
I festeggiamenti cominciano tre giorni prima del momento clou, che è il 2 luglio (sebbene la città si prepari con l'illuminazione artistica già due settimane prima), creando un clima d'attesa nella cittadinanza e nei turisti, per culminare appunto il secondo giorno di luglio caratterizzato dal trasferimento in pompa magna dell'immagine della Madonna della Visitazione dal duomo alla chiesa di Montesalvo. Il 3 luglio è dedicato al compatrono san Primo, i festeggiamenti continuano con la processione di rientro della Madonna in Duomo due domeniche dopo il 2 luglio se la festa cade tra la domenica e il mercoledì, mentre tre domeniche dopo se il 2 cade tra il giovedì e il sabato, mentre la conclusione dei festeggiamenti si ha la domenica dopo il ritorno della Madonna in Duomo con la chiusura del simulacro nella cappella dei Marmi.

### 29 giugno
Il 29 giugno iniziano i festeggiamenti in onore della patrona di Enna. Nel pomeriggio dalla chiesa di San Pietro, santo celebrato in questo giorno, parte la processione diretta al Duomo per la consegna delle chiavi con le quali, alle ore 19, si provvede all'apertura della nicchia in cui è custodita la statua della Madonna, nella cappella destra del Duomo, in marmi policromi. La statua viene tenuta nascosta tutto l'anno fino a questo giorno, quando la si scopre in presenza della folla di fedeli (ad eccezione di Pasqua, del periodo di Natale quando viene esposta dall'inizio della novena fino all'11 gennaio in ricordo del terremoto del 1693 in cui la città fu risparmiata, e dall'8 al 12 settembre per le solennità della Natività e del Santissimo nome di Maria). Per prima viene aperta la porta della nicchia, costituita da un quadro di Domenico Basile raffigurante la patrona con santa Elisabetta, oltre cui si cela un'altra porta detta "delle sette chiavi" perché sette sono le chiavi necessarie ad aprirla.
Non appena viene schiusa la nicchia, appare la statua di Maria ricoperta interamente di monili d'oro facenti parte del prezioso tesoro del duomo, con una pregiatissima corona d'oro bianco posta sul capo e cesellata con ori e smalti, ravvolta in un ampio manto di broccato trapuntato a filigrana aurea.
Al suono della banda municipale, i confrati detti "Nudi" portano a spalla il simulacro, collocato su un piccolo fercolo simile a quello originale del 1412, e issato sull'altare maggiore per consentire la venerazione da parte dei fedeli. Sull'altare maggiore, la Guardia di finanza rimuove dalla statua la corona, gli ori ed il mantello per sostituirli con delle copie per evidenti ragioni di sicurezza. Segue una santa messa durante la quale la statua viene posta su un piedistallo per essere visibile da tutta la navata centrale.

### 2 luglio, giorno della festa

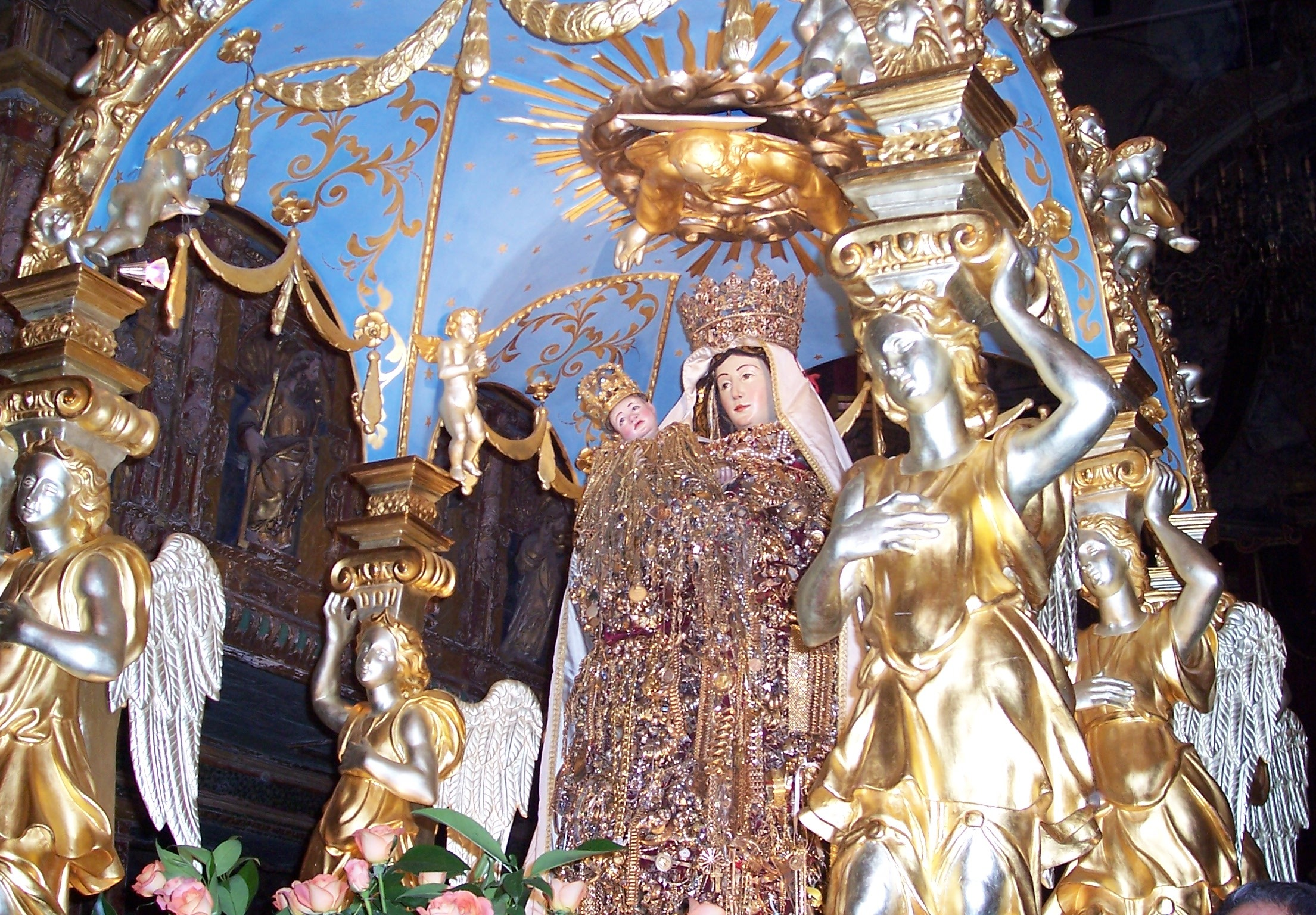
Maria SS. della Visitazione patrona del popolo Ennese, sulla vara chiamata nave d'oro

Il 2 luglio è il giorno dei grandi festeggiamenti. Anche se dal Concilio Vaticano II la Madonna della Visitazione viene ricordata in un'altra data, Enna ha ricevuto dal papa il privilegio di festeggiare la sua patrona all'antica data, sia per non sconvolgere la tradizione radicatissima presso i fedeli, che per evitare festeggiamenti non estivi, perché il clima della Sicilia centrale potrebbe impedirlo per freddo o nebbia.
Le celebrazioni cominciano con la santa messa tenuta in duomo alle 6,30, culmine delle messe mattutine speciali che si susseguono in attesa della festa sin dal 2 giugno. Mentre i fedeli, molti dei quali raggiungono la collegiata a piedi nudi in segno di devozione alla Vergine Santa, assistono alla celebrazione eucaristica in duomo, nella Chiesa di Montesalvo, situata nell'altra parte della città alta, vengono sparate 101 salve di mortaretti, come si fa nelle monarchie quando nasce un futuro sovrano. Essendo la chiesa da cui vengono sparati i 101 colpi, Montesalvo, il punto più alto di Enna dopo il castello di Lombardia (970 m di quota circa), la loro eco raggiunge tutte le vallate sottostanti, compresa la conca dove sorge la città nuova, Enna Bassa, e la valle del Dittaino. È questo il segnale che decreta ufficialmente l'inizio dei festeggiamenti.
Alle 10,30 si svolge in duomo una solenne messa pontificale, ovvero una celebrazione eucaristica cantata officiata dal vescovo della diocesi di Piazza Armerina che siede in cathedra (trono), alla presenza delle massime autorità civili e militari della provincia di Enna. Intanto la banda municipale effettua un giro delle vie principali della città intonando marce festose, fermandosi sulle scalinate della collegiata.
In seguito i confrati della Confraternita di Maria SS. della Visitazione, deputati ai festeggiamenti patronali, procedono a montare il fercolo e le aste necessarie a far sì che i 124 uomini lo sorreggano e lo portino in processione per tutta Enna alta. Nel primo pomeriggio, i portali del duomo vengono chiusi per consentire alla Guardia di Finanza di effettuare in massima sicurezza la vestizione della Madonna, ovvero l'addobbo della statua. Su di essa vengono collocati panni rossi in cui sono cuciti innumerevoli monili d'oro, collari, anelli, orecchini, bracciali, che i fedeli di tutti i tempi hanno donato come ex voto e che ricoprono interamente la statua. Sul suo capo viene deposta la famosa corona in oro zecchino, cesellata finemente secoli fa da abili artigiani in stile barocco, con diversi medaglioni ciascuno rappresentante una scena sacra. La corona è pertanto considerato il gioiello più prezioso mai prodotto dall'oreficeria sacra barocca in Sicilia.
Alle 17,00 il duomo viene riaperto a turisti e fedeli per far vedere loro la statua di Maria addobbata dai preziosi gioielli in oro, smalti e pietre preziose, oltreché la vara, che in Sicilia designa il carro trionfale su cui i santi patroni vengono portati in processione, detta Nave d'oro (1590) essendo rivestita d'oro zecchino.
Alle ore 19 essa verrà portata in processione lungo tutte le vie principali della città fino alla Chiesa di Montesalvo, con spari di moschetteria o in dialetto ennese "a Sarbiata" durante tutto il tragitto della solenne processione. La seconda parte del viaggio è la più difficoltosa, perché la processione non segue i viali moderni del quartiere Monte che portano a Montesalvo, bensì l'antica, stretta e tortuosa via Mercato, nella quale la nave d'oro viene spesso calata e trascinata quasi a rasoterra, perché la strada è poco larga, uno dei momenti suggestivi è l'alzata della Nave d'Oro sulle spalle dei portatori dopo la scivolosa "Calata Abbiatiedda" che viene effettuata con il fercolo sceso a terra. L'angusta salita che precede Montesalvo (secondo punto più alto di Enna) viene effettuata dai 124 uomini che sorreggono la pesantissima nave d'oro a corsa(infatti il fercolo effettua un particolare movimento quasi come stesse saltando), mentre la statua della Vergine ondeggia e vacilla e la statua di sua cugina Elisabetta e di San Zaccaria suo sposo escono da Montesalvo per accoglierla, e davanti alla caserma dei Carabinieri effettuano l'inchino alla Madonna e l'accompagnano fino alla chiesa,  chiudendo così la Solenne processione. 
Alle 21.15 uno spettacolo piromusicale illumina il quartiere Monte e a seguire uno spettacolo musicale.

### "A Madonna a Muntata"
Due o tre domeniche dopo il 2 luglio (in base al giorno in cui cade il 2, la processione di ritorno può variare la sua data di anno in anno) si svolge un'altra giornata di festa per gli Ennesi che è quasi analoga al 2 luglio. 
La mattina alle 7 lo sparo di colpi di cannone annunciano il giorno di festa, alle 11 una Santa Messa nella chiesa di Montesalvo celebrata dal parroco del Duomo. A seguire i confrati si adoperano a montare la Nave d'Oro al centro della chiesa, fanno scendere la Madonna dall'altare maggiore per posizionarla sul fercolo; in seguito si riveste la statua con i tradizionali ori ex voto. Alle 19 quando tutto è pronto la Nave d'Oro viene riportata per le vie della città, portata a spalla dai confrati che stavolta devono vedere meno fatiche rispetto al 2 luglio, poiché la processione attraversa le vie principali e larghe della città il viale IV Novembre e la via Roma, il passaggio del fercolo per i quartieri anche questa volta è annunciato dallo sparo di moschetterie. Alla conclusione in Duomo la Madonna viene spogliata dall'oro alla presenza dei fedeli e viene posizionata sull'altare maggiore. Di seguito viene celebrata la Santa Messa.
La solenne processione viene chiamata dagli Ennesi "A Madonna a Muntata" poiché il percorso rispetto a quello del 2 luglio è tutto in salita visto che il Duomo si trova in uno dei punti più alti della città.

### La chiusura dei festeggiamenti
La domenica successiva al rientro in Duomo della Madonna, si concludono i festeggiamenti con la celebrazione della Santa Messa alle ore 20 a cui seguirà l'ultimo rito dei Grandi Festeggiamenti, ovvero la traslazione del simulacro della Madonna dall'altare maggiore attraverso le navate della chiesa fino alla Cappella dei marmi e la chiusura dell'immagine sacra all'interno della nicchia. La processione si svolge molto lentamente perché i confrati che portano la statua, la fanno ondeggiare avanti e indietro con molta lentezza, per prolungare il più possibile il distacco con l'amata patrona. Alla fine della piccola processione il simulacro viene coperto dalle porte che ne impediranno la vista ai fedeli al di fuori dei festeggiamenti e delle aperture particolari durante l'anno.

## La città di Enna miracolata
L'11 gennaio 1693 un terremoto catastrofico di magnitudo 11 colpì la Val di Noto e quasi tutta la Sicilia. Ci furono oltre sessantamila morti, circa settanta paesi colpiti, ma miracolosamente Enna non subì grossi danni. E ancora oggi si ricorda quel giorno con una celebrazione solenne al duomo, dove per l'occasione è esposto il simulacro di Maria Ss della Visitazione, patrona del popolo ennese. La Madonna viene esposta per ricordare quel triste evento che vede ,in questa ricorrenza,  un ringraziamento alla Madonna che salvaguardò la città. Prima la città ringraziava la Madonna, in questa data, con una festa analoga a quella del 2 luglio, festa patronale. Adesso si susseguono solo funzioni speciali con il canto del Te Deum, come ringraziamento a Dio per intercessione della Madonna.